# TREASURE COLLECTION (来生たかおのアルバム)
『TREASURE COLLECTION』（トレジャー コレクション）は、来生たかおのベスト・アルバム。1999年6月30日発売。発売元はキティエンタープライズ、販売元はポリグラム。規格品番はKTCR-9063。

## 概要
CD帯コピー：「20世紀の名曲を21世紀へ」これ以上ない選曲で今回特別にまとめられた究極のベスト盤シリーズ
ポリドール・ポリスター・キティ・マーキュリー（本CD発売時のレコード会社名）から複数タイトルが期間限定で発売された企画ベスト・アルバムの一作である。
制作スタッフのクレジットは歌詞ブックレット中に掲載されていない。

## 収録曲
- 全作曲: 来生たかお

| #   | タイトル                                     | 作詞       | 作曲・編曲 | 編曲             | 時間    |
| --- | -------------------------------------------- | ---------- | ---------- | ---------------- | ------- |
| 1.  | 「浅い夢」(1976年)                           | 来生えつこ | 来生たかお | 福井峻           | 3分46秒 |
| 2.  | 「夢の途中」(1981年)                         | 来生えつこ | 来生たかお | 星勝             | 4分48秒 |
| 3.  | 「Goodbye Day」(1989年)                      | 来生えつこ | 来生たかお | 松井忠重         | 5分21秒 |
| 4.  | 「はぐれそうな天使」(1985年)                 | 来生えつこ | 来生たかお | 武部聡志         | 4分09秒 |
| 5.  | 「ORACIÓN -祈り-」(ソロ・ヴォーカル、1988年) | 来生えつこ | 来生たかお | 武部聡志         | 4分39秒 |
| 6.  | 「語りつぐ愛に」(1988年)                     | 来生えつこ | 来生たかお | 萩田光雄         | 3分54秒 |
| 7.  | 「セカンド･ラブ」(1983年)                    | 来生えつこ | 来生たかお | 星勝             | 4分01秒 |
| 8.  | 「夢より遠くへ」(1990年)                     | 来生えつこ | 来生たかお | 新川博           | 4分51秒 |
| 9.  | 「シルエット･ロマンス」(1983年)              | 来生えつこ | 来生たかお | 星勝・萩田光雄   | 5分37秒 |
| 10. | 「スローモーション」(1983年)                 | 来生えつこ | 来生たかお | 星勝・萩田光雄   | 4分28秒 |
| 11. | 「めざめ」(1991年)                           | 西田佐知子 | 来生たかお | Gilles Gambus    | 4分12秒 |
| 12. | 「夢美しい女」(1981年)                       | 山川啓介   | 来生たかお | 星勝             | 5分04秒 |
| 13. | 「楽園のDoor」(1987年)                       | 小倉めぐみ | 来生たかお | 清水信之         | 4分44秒 |
| 14. | 「白いラビリンス（迷い）」(1984年)           | 来生えつこ | 来生たかお | ポール・モーリア | 5分04秒 |
| 15. | 「マイ・ラグジェアリー・ナイト」(1983年)     | 来生えつこ | 来生たかお | 星勝・福井峻     | 4分50秒 |